# Czerna (dopływ Soły)
Czerna – duży potok w polskiej części Beskidów Zachodnich, jeden z dwóch głównych cieków (obok Solanki), tworzących Sołę.
Źródła Czernej znajdują się na terenie Koniakowa. Tradycyjnie sytuowane są po wschodniej stronie przełęczy Rupienka, chociaż w rzeczywistości ciek źródłowy Czernej ma początek na wysokości ok. 717 m n.p.m. w osiedlu Rupienka na południowych zboczach Ochodzitej, a dwa pierwsze dopływy (lewostronne), Kasin Potok i Potok Głęboki mają źródła położone jeszcze wyżej, odpowiednio na wysokościach 776 m n.p.m. (również na południowych stokach Ochodzitej) i 770 m n.p.m. (na wschodnich stokach tej góry). Czerna spływa następnie w kierunku wschodnim przez Laliki, przyjmując jeszcze szereg mniejszych dopływów, po czym wykręca ku południowemu wschodowi. Krótko przezd opuszczeniem terenu Lalików przyjmuje duży dopływ prawobrzeżny – Roztokę, a następnie, już na terenie Soli – lewobrzeżny Potok Tarliczny. Wreszcie w Dolnej Soli, na wysokości ok. 530 m n.p.m. łączy się z prawobrzeżnym potokiem Solanka (Słanica) tworząc Sołę.